# Marcjan Wiszowaty
Marcjan Wiszowaty herbu Pierzchała vel Roch (zm. w 1639 roku) – podstoli podlaski i bielski w latach 1618–1635, pisarz ziemski bielski (1628 r.). Poseł na Sejm w 1628 roku z ziemi bielskiej. Poborca wojskowy w 1629 r.
Syn Abrahama Wiszowatego, komornika granicznego ziemskiego brańskiego, pana na Szumkach, Studziwodzie (dzisiaj dzielnica Bielska Podlaskiego) i Skrzypkach oraz Marianny z Szumkowskich herbu Awdaniec. W 1606 r. ożenił się z Barbarą z Kaleckich, córką Michała, 1° voto Feliksową Gołyńską.